# Battaglia di Ukino
La battaglia di Ukino (浮野の戦い?, Ukino no tatakai) avvenne nel 1558 quando Oda Nobunaga attaccò e sconfisse il clan Oda-Iwakura al castello di Iwakura che era governato da Oda Nobukata, un parente di Nobunaga.
La distanza tra il castello di Kiyosu e quello di Iwakura era di soli 9km ma il terreno risultava impervio da superare.
Nobunaga si avvicinò a una distanza ragionevole, accampandosi in una zona conosciuta come Ukino, (oggi Chiaki a Ichinomiya, Prefettura di Aichi) e mandò avanti le sue truppe in prima linea. Circa 3 000 samurai lasciarono il castello di Iwakura per fermare le forze di Nobunaga composte da fanteria leggera, arcieri, lancieri e fucilieri. Verso mezzogiorno, la battaglia iniziò e imperversò per alcune ore prima che gli assediati si ritirassero.
Verso la fine della battaglia, un famoso arciere di nome Hayashi Yashichiro fu inseguito da un archibugiere di Nobunaga, chiamato Hashimoto Ippa. Hashimoto e Hayashi erano stati a lungo amici, e per avvertirlo Hashimoto urlò all'arciere che doveva capire che non poteva risparmiare la vita del suo amico. Rispondendo di aver compreso la situazione, Hayashi incoccò una freccia con una testa lunga 12cm e la scagliò contro il suo amico. La freccia si conficcò nell'ascella di Hashimoto, vulnerabile, poiché aveva alzato il fucile per sparare, esponendo l'ascella sinistra. Hashimoto, che aveva caricato una doppia carica di polvere da sparo, sparò all'istante, facendo cadere Hayashi. Un altro uomo di Nobunaga, Sawaki Tohachi, si precipitò verso Hayashi per prendere la testa dell'uomo come trofeo, ma quest'ultimo non era ancora morto. Hayashi non era solo un arciere eccellente, ma anche un bravo spadaccino, e quando Sawaki si avvicinò, Hayashi fu in grado di prendere la spada e tagliare il braccio sinistro di Sawaki appena sotto il gomito. Nonostante la sua orribile ferita, Sawaki continuò a combattere, riuscendo a ottenere la testa di Hayashi.
Quella stessa sera Nobunaga tornò nella sua roccaforte al castello di Kiyosu, e il giorno seguente tenne un Kubi-Jikken, cerimonia per la vittoria, con oltre 1 250 teste nemiche in mostra.
Nobunaga vinse questa battaglia ma non sarebbe stato in grado di conquistare il castello di Iwakura prima dell'anno successivo, nel quale la struttura fu rasa al suolo dopo un lungo assedio di 2 mesi.